# Castelbottaccio
Castelbottaccio ist eine Gemeinde (comune) in der italienischen Region Molise und der Provinz Campobasso. Die Gemeinde liegt in den Apenninen etwa 21,5 Kilometer nordnordöstlich von Campobasso und hat 235 Einwohner (Stand 31. Dezember 2023). Am südöstlichen Rand der Gemeinde fließt der Biferno.